# Vivement dimanche!
Vivement dimanche! is een Franse misdaadfilm uit 1983 onder regie van François Truffaut.
Het scenario is gebaseerd op de roman The Long Saturday Night (1962) van Charles Williams.

## Verhaal
Na de moord op Massoulier worden de vingerafdrukken van Julien Vercel, een huizenmakelaar, op zijn auto aangetroffen. Al snel blijkt dat diens vrouw Marie-Christine de minnares was van Massoulier. Onmiddellijk is Julien de hoofdverdachte in een moordzaak. Wat later wordt Marie-Christine ook vermoord aangetroffen. Juliens secretaresse Barbara gelooft echter in de onschuld van haar chef. Ze gaat zelf op onderzoek uit.

## Rolverdeling
| Acteur                 | Personage                                                |
| ---------------------- | -------------------------------------------------------- |
| Fanny Ardant           | Barbara Becker, de secretaresse van Julien               |
| Jean-Louis Trintignant | Julien Vercel, de huizenmakelaar                         |
| Jean-Pierre Kalfon     | priester Massoulier, de broer van het eerste slachtoffer |
| Philippe Laudenbach    | meester Clément, de advocaat van Julien                  |
| Philippe Morier-Genoud | Santelli                                                 |
| Xavier Saint-Macary    | Bertrand Fabre                                           |
| Jean-Louis Richard     | Louison                                                  |
| Caroline Sihol         | Marie-Christine Vercel                                   |
| Anik Belaubre          | Paula Delbecq                                            |
| Georges Koulouris      | Lablache                                                 |